# Kaneto Shiozawa
Kaneto Shiozawa (jap. 塩沢 兼人 Shiozawa Kaneto; ur. 28 stycznia 1954 w Tokio, zm. 10 maja 2000 tamże) – japoński seiyū i aktor dubbingowy, obsadzany najczęściej w rolach czarnych charakterów.
Jego prawdziwe nazwisko to Toshikazu Shiozawa (jap. 塩沢 敏一 Shiozawa Toshikazu), zaś pseudonim Kaneto przybrał w hołdzie dla reżysera Kaneto Shindō. Shiozawa zmarł w wieku 46 lat z powodu guza mózgu, który powstał dzień wcześniej po upadku aktora ze schodów.

## Wybrana filmografia
- Hallo Sandybell: Mark Brunch Wellington
- Kidō Senshi Gundam: M'Quve
- Chōjū Kishin Dancouga: Ryō Shiba
- D’Artagnan i trzej muszkieterowie: Aramis
- Dragon Ball GT: Trzygwiazdkowy Smok
- Goshogun: Leonardo Medici Bundle
- B-Fighter Kabuto: Dezzle
- Seijū Sentai Gingaman: Biznella
- Densetsu Kyojin Ideon: Jolivier Ira
- Kinnikuman: Geronimo
- Fushigi no Umi no Nadia: Neo
- Detektyw Conan: Ninzaburō Shiratori
- Digimon Adventure: Devimon
- Yu-Gi-Oh!: Shadi
- Weiß Kreuz: Kikyo
- Arslan senki (OVA): Narsus